# ルネこだいら
ルネこだいらは、東京都小平市美園町にある小平市立の多目的ホール。1993年にオープン。公益財団法人小平市文化振興財団が運営。正式名称は、小平市民文化会館。

## 位置
- 北緯35度44分5.5秒 東経139度29分14.8秒 / 北緯35.734861度 東経139.487444度
- 立川［北東］ - 地理院地図
- ルネこだいら市民文化会館 - Google マップ

## 施設
客席数1229席の大ホールと、401席（舞台変換使用時最大555席）の中ホール、広さ約141平方メートルのレセプションホールがある。その他に展示室、会議室、和室などもある。

## アクセス
- 西武新宿線「小平駅」下車、南口徒歩3分
- 西武バス・都営バス「小平駅」下車、徒歩3分
- 銀河鉄道 (バス会社)「小平駅」下車、徒歩3分
- 小平市コミュニティバス（にじバス）「ルネこだいら」下車、徒歩1分